# Старая Рудня (станция)
Старая Рудня (бел. Стара́я Ру́дня, до 1966 — Разъезд 365 км, до 1972 — Пиревичи) — станция Гомельского отделения Белорусской железной дороги в Жлобинском районе Гомельской области Республики Беларусь. Расположена в деревне Старая Рудня, на линии Гомель — Жлобин, между станцией Салтановка и станцией Хальч.
Поезда соединяют Старую Рудню с такими станциями и населёнными пунктами как Гомель-Пасс., Жлобин-Пасс..

## История
С вводом в эксплуатацию в ноябре 1873 года железной дороги Бобруйск — Гомель начала работать железнодорожная станция.

## Описание
13 регулярных поездов проходят через железнодорожную станцию Старая Рудня.
На железнодорожной станции "Старая Рудня" можно приобрести билеты до населенных пунктов: Буда-Кошелёво, Жлобин, Гомель и др.
Среднее время остановки на ж/д станции "Старая Рудня" составляет 1 мин.
Самое длительное время стоянки составляет 1 мин. для поезда, следующего по маршруту 6450 Жлобин-Пасс. — Гомель-Пасс..

## Расписание
Согласно расписанию, последняя электричка (пригородный поезд) отправляется в 22 ч 52 м до пункта назначения Жлобин-Пасс.. 
Ближайшие станции и остановочные пункты Хальч, Салтановка.

## Остановочные пункты
| Предыдущая станция | Белорусская железная дорога | Следующая станция |
| ------------------ | --------------------------- | ----------------- |
| Салтановка         | Гомель — Жлобин             | Хальч             |